# Radice quadrata di tre
Radice quadrata di tre (Lidrîs cuadrade di trê in friulano) è un film del 2001 diretto da Lorenzo Bianchini e recitato in lingua friulana.

## Trama
Tre compagni di classe pluriripetenti sbagliano un compito di matematica decisivo per l'anno scolastico. I tre giovani amici decidono allora di rifare i compiti a casa loro e, entrando nottetempo nell'istituto, di sostituirli prima che il professore li visioni. Concluso il lavoro di correzione, si introducono nell'istituto, ma qualcosa non va per il verso giusto, cosicché sono costretti a ritornare nella scuola la notte successiva. Le cose sembrano degenerare e quella che sembrava una giovanile bravata si trasforma in una pericolosa avventura in un mondo misterioso di riti satanici.

## Produzione
Ambientato nell'Istituto tecnico industriale Arturo Malignani di Udine, una delle scuole più grandi d'Italia, il film è interamente interpretato da attori non professionisti, studenti della medesima scuola. Viene girato in mini-DV nei sotterranei dell'Istituto (presso il quale il regista lavorava).

## Distribuzione
Presentato al Far East Film Festival come evento speciale, viene distribuito in DVD nel 2006 dal Centro espressioni cinematografiche di Udine e vende più di 1 000 copie nel primo mese in tutta Italia.

## Critica
Oltre che interessante esperimento di film auto-prodotto, l'opera ha l'intento di contribuire alla salvaguardia e promozione della lingua friulana. Nel Dizionario dei Film Il Morandini edizione 2015 viene citato come "un horror amatoriale di rispetto" assieme al commento di Pier Maria Bocchi che ne elogia la "bella mano per la claustrofobia, i campi lunghi, il montaggio, il set, i trucchi.”